# Ozzie Guillén
Pour les articles homonymes, voir Guillén.
Oswaldo José Guillén Barrio, né le 20 janvier 1964 à Ocumare del Tuy (Venezuela), est un joueur de baseball ayant évolué à la position d'arrêt-court dans les Ligues majeures de baseball de 1985 à 2000. Il est le manager des White Sox de Chicago de 2004 à 2011 et des Marlins de Miami en 2012.
À la barre des White Sox, Guillén mène l'équipe à la victoire en Série mondiale 2005 pour un premier titre mondial en 89 ans. Il est le premier manager latino-américain à remporter une Série mondiale. Élu gérant de l'année de la Ligue américaine en 2005, il est le premier dans l'histoire des White Sox à mener la franchise à plus d'un championnat de division.

## Biographie

### Carrière de joueur
Ozzie Guillén signe son premier contrat professionnel avec les Padres de San Diego le 17 décembre 1980 et débute en ligues mineures dès la saison 1981 en Gulf Coast League. Après la saison 1984, il est transféré aux White Sox de Chicago dans le cadre d'un échange impliquant six autres joueurs. 

#### White Sox de Chicago (1985-1997)
Il fait ses débuts en Ligue majeure le 9 avril 1985 pour le premier match de la saison des White Sox contre les Brewers de Milwaukee. Il conclut sa première saison avec une moyenne au bâton de 0,278, 33 points produits et un circuit. Il remporte le trophée de recrue de l'année de la Ligue américaine en fin d'année. 
Pendant ses 13 saisons de présence à Chicago, il est sélectionné trois fois pour le match des étoiles de la Ligue majeure de baseball en 1988, 1990 et 1991 et remporte un gant doré en 1990.

#### Dernières saisons (1998-2000)
En 1998, il signe comme agent libre avec les Orioles de Baltimore, mais doit quitter le Maryland après seulement un mois et des performances décevantes (0,063 de moyenne en 12 matchs). Il rejoint les Braves d'Atlanta jusqu'à la fin de la saison 1999. Il finit sa carrière de joueur avec les Devil Rays de Tampa Bay en 2000.

### Carrière d'instructeur
En 2001, il rejoint les Expos de Montréal comme instructeur au troisième but pour deux saisons. Il passe ensuite une année au même poste avec les Marlins de la Floride, où il remporte sa première bague de Série mondiale en 2003.

### Carrière de manager

#### White Sox de Chicago

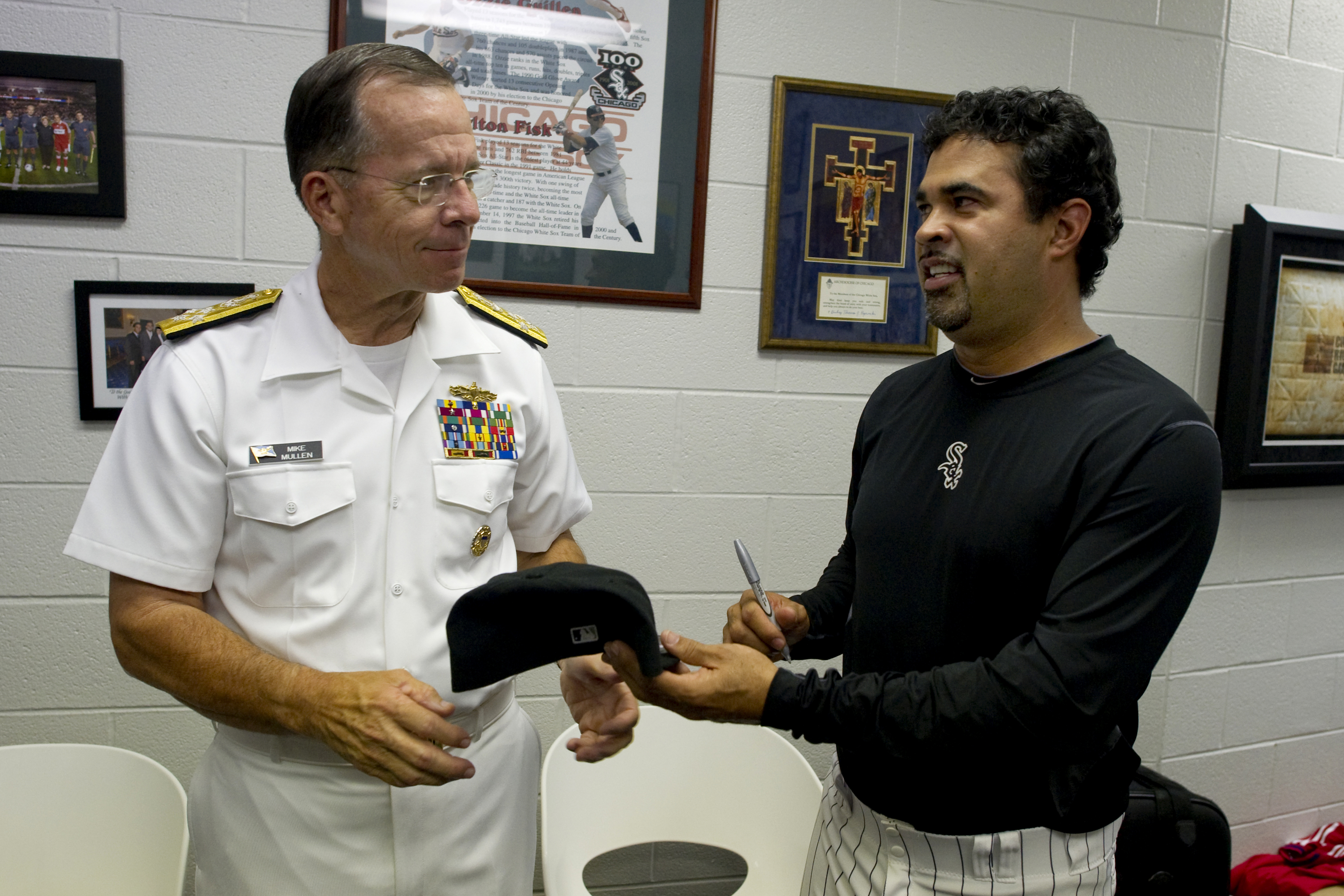
Ozzie Guillén (à droite) signe un autographe en 2010.

Le 3 novembre 2003, il est engagé comme manager des White Sox de Chicago, le 37e de l'histoire de la franchise. Il conduit l'équipe à la victoire en Série mondiale après une attente de 89 années sans titre. Le 9 novembre, il est élu manager de l'année,. En 2006, il est le manager de l'équipe des étoiles de la Ligue américaine victorieuse 3-2 lors du match des étoiles. Le 11 septembre 2007, Guillén signe une extension de contrat jusqu'en 2012 malgré une saison peu brillante pour l'équipe.
En 2008, les White Sox remportent in extremis le championnat de la section Centrale avec une 89e victoire remportée lors d'un match-suicide disputé pour les départager des Twins du Minnesota, avec qui l'équipe a terminé à égalité après les 162 matchs de saison régulière. Les Sox s'inclinent toutefois dès la première ronde des séries éliminatoires.
Les White Sox terminent troisièmes dans leur division en 2009 avec une fiche perdante de 79-83. Le club améliore sa performance en 2010 avec 88 gains mais rate les éliminatoires et termine deuxième à six parties des Twins.
En septembre 2011, Guillen demande aux White Sox d'être libéré de son contrat et le club acquiesce à sa demande le 27 septembre. Des rumeurs envoient Guillen diriger, dès le lendemain, les Marlins de la Floride en remplacement de Jack McKeon. Les White Sox possédant toujours des droits sur les services de Guillén en vertu du contrat signé quelques années plus tôt, certains médias n'hésitent pas à affirmer qu'il sera en fait « échangé » aux Marlins,. Ce scénario inhabituel est confirmé lorsque l'équipe de Floride annonce à la presse le 28 septembre la mise sous contrat de Guillén. Celui-ci a accepté une offre de quatre ans et les Marlins donnent en guise de compensation aux White Sox deux joueurs : le lanceur droitier Jhan Mariñez et le joueur de champ intérieur Osvaldo Martinez.
La fiche d'Ozzie Guillén à la barre des White Sox est de 678 victoires et 617 défaites en 1295 parties pour un pourcentage de victoires de ,524. En seize parties de séries éliminatoires, son équipe à remporter 12 matchs contre 4 perdus, gagnant trois séries en 2005 pour remporter le titre ultime et perdant une série de première ronde en 2008. Il est le premier manager de l'histoire de la franchise à avoir mené l'équipe à plus d'un titre de division.

#### Marlins de Miami
Ozzie Guillén est le 12e homme à diriger les Marlins de la Floride (incluant deux gérants par intérim ayant dirigé la franchise une seule partie) et succède au début 2012 à Jack McKeon, dont il faisait partie du personnel d'instructeurs en 2003. Il est le premier à diriger l'équipe dans son nouveau stade dont l'ouverture se fait au printemps 2012, et sous son nouveau nom, Marlins de Miami.
Guillén dirige son premier match de saison régulière des Marlins le 4 avril 2012 à Miami et savoure sa première victoire à la barre de l'équipe le 7 avril sur Reds de Cincinnati.
Après seulement 5 matchs joués par les Marlins, le club le suspend pour 5 parties le 10 avril après qu'il a enragé les nombreux expatriés cubains du sud de la Floride en tenant des propos sympathiques à Fidel Castro dans une interview au magazine Time.
Les Marlins terminent au dernier rang de la division Est de la Ligue nationale en 2012 avec 69 victoires et 93 défaites. Il est congédié le 23 octobre après une seule des 4 années de son contrat.

## Vie personnelle
Ozzie Guillén et son épouse Ibis Cardenas sont parents de trois fils : Oswaldo Jr., Oney et Ozney.
Oswaldo Jr. est descripteur des matchs des White Sox à la radio espagnole WRTO-AM, à Chicago. Oney, né en 1986 à Chicago, a joué dans le baseball mineur en 2007 et 2008 après avoir été drafté par les White Sox au 36e tour de sélection en 2007. Après sa courte carrière professionnelle au baseball, il devient coordinateur vidéo pour l'équipe des White Sox. Il est congédié durant le camp d'entraînement du club au printemps 2010 après une série de commentaires sur Twitter où il critiquait la gestion de la franchise. Son congédiement ne le rendit pas plus silencieux puisque peu de temps après il traita de « porc », via un tweet, le directeur général des Sox, Kenny Williams, envenimant davantage la relation houleuse entre Williams et les Guillén. Enfin, Ozney Guillén, né en 1992 en Floride est drafté par les White Sox au 22e tour en 2010. Dès cette annonce, Ozzie Guillen déclare publiquement qu'il ne s'agit pas d'un « jour heureux » pour sa famille car il espérait voir Ozney sélectionné plus tôt. Le jeune homme ne signe pas de contrat avec l'équipe et devient disponible pour le repêchage amateur de l'année suivante... pour être snobé par les White Sox, Kenny Williams déclarant qu'il est dans le « meilleur intérêt du club de rester loin » de lui.
Guillen est devenu citoyen américain le 20 janvier 2006, jour de son 42e anniversaire. Il est actif dans plusieurs entreprises philanthropiques, notamment auprès des enfants malades et de ceux atteints d'autisme. Impliqué dans l'importante communauté hispanique qu'abrite la ville de Chicago, il contribue également à des activités charitables dans son pays natal, le Venezuela.

## Personnalité et controverses

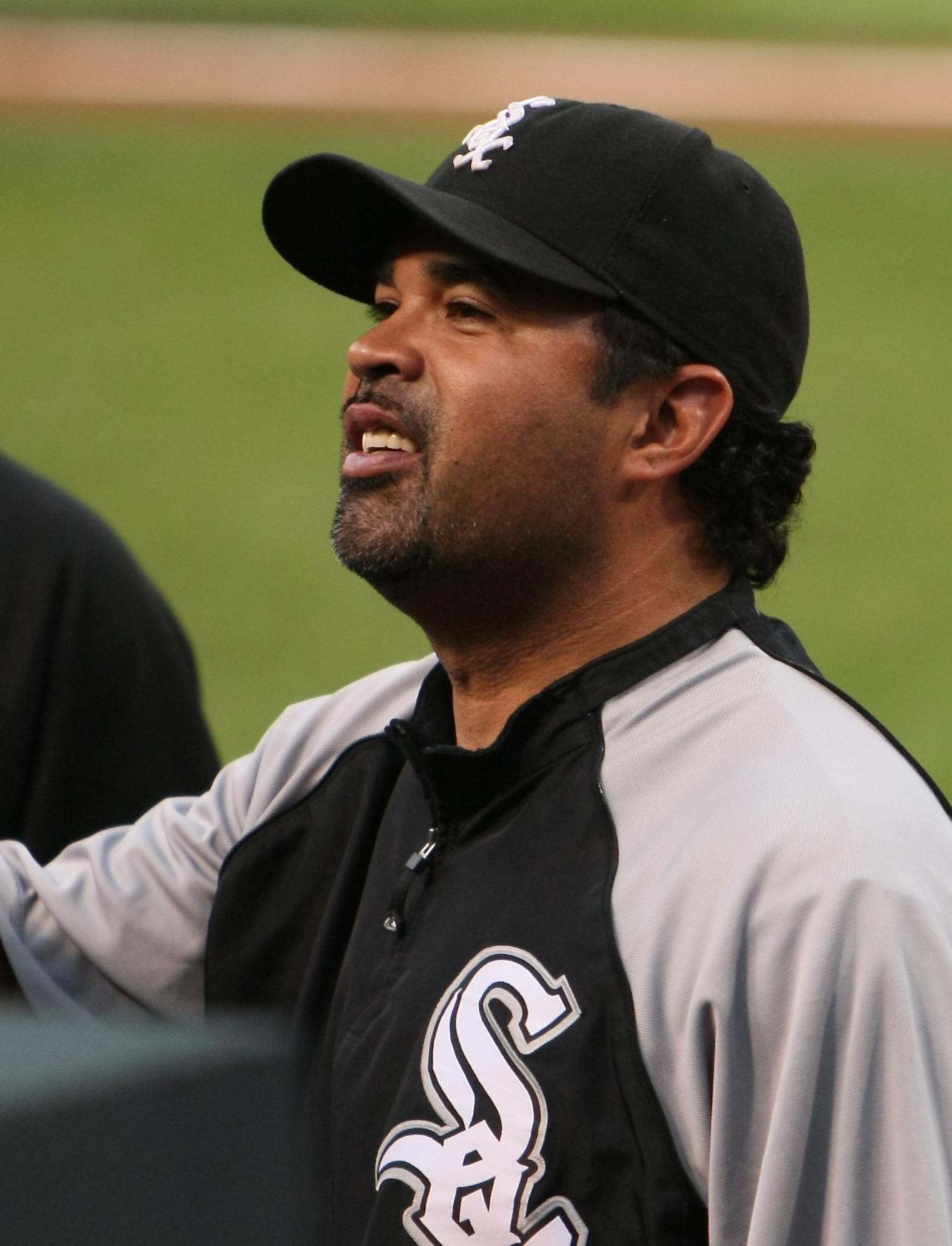

Ozzie Guillen est une personnalité bien en vue à Chicago, où sa cote de popularité a été affectée positivement par ses nombreuses années comme joueur puis manager des White Sox, qu'il a mené à une première conquête de la Série mondiale en 2005. Il est l'un des favoris de plusieurs journalistes qui n'hésitent pas à quérir ses commentaires souvent directs et colorés sur différents sujets. Guillen s'est cependant mis dans l'embarras à plus d'une reprise par des diatribes ayant fait grand bruit. En 2006, l'un de ces journalistes est l'objet de son courroux alors qu'il utilise une épithète homophobe envers le reporter du Chicago Sun-Times Jay Mariotti. Guillen s'excuse auprès des homosexuels mais refuse de s'excuser auprès de Mariotti. Mariotti avait précédemment écrit que les White Sox devraient fabriquer une « muselière en duct tape » à Guillen où lui « injecter un tranquillisant pour chevaux » afin de le faire taire.
En 2008, il est suspendu pour avoir critiqué des arbitres après un match.
En février 2011, il attaque son ancien joueur Bobby Jenks par le biais du Chicago Tribune, menaçant de lui « trancher la gorge ». En avril de la même année, la MLB le suspend pour deux matchs pour avoir critiqué sur Twitter l'arbitre qui venait de l'expulser d'une partie. Il s'agit de la première fois que la MLB ordonne une suspension pour un incident via un réseau social.
En revanche, il est aussi connu pour prendre la défense de ses joueurs, parfois de façon fort vindicative. En 2009, après qu'un de ses joueurs a été atteint par un lancer, il menace de commander que deux frappeurs adverses soient atteints chaque fois qu'un White Sox subit ce sort, le tout en dépit qu'il soit passible d'une suspension par la ligue pour agir ainsi. À plusieurs reprises, Guillen s'est porté à la défense des athlètes d'origine hispanique. En 2010, il déclare dans une longue tirade qu'il est déplorable que le baseball majeur offre les services de traducteurs aux joueurs provenant d'Asie mais pas à ceux s'exprimant en espagnol. Il ajoute qu'il est le seul individu dans le monde du baseball à décourager les jeunes latinos de faire usage de drogues et que la Ligue majeure accorde plus d'importance à ses rapports avec les arbitres et à ses commentaires dans les médias qu'au problèmes de dopage. Il ajoute sa voix à un concert de protestations envers le projet de loi de l'État d'Arizona contre l'immigration clandestine et menace, à l'instar de nombreux joueurs de la MLB, de boycotter la partie d'étoiles de juillet 2011 à Phoenix, Arizona.
Guillen a aussi déclaré avoir été saoul lors de deux entrevues pour le poste de manager des White Sox puisqu'il célébrait encore la conquête de la Série mondiale 2003 par les Marlins de la Floride, a mentionné en être presque venu aux coups avec le directeur-gérant des White Sox Kenny Williams, avec qui il entretient depuis longtemps des rapports orageux. Williams aurait congédié Guillén à deux reprises, notamment durant la saison 2010, pour voir sa décision renversée par le propriétaire de l'équipe Jerry Reinsdorf.
Enfin, Guillen, qui est vénézuélien, attaque publiquement en 2011 l'acteur américain Sean Penn, le traitant de « perdant » (« He's a loser! ») et de « fou » en plus de qualifier de « honte » l'admiration pour le président du Venezuela Hugo Chávez que Penn avait exprimé après une visite de ce pays.
Dès la première semaine de la saison 2012 des Marlins, sa première à la barre du club, Guillén se retrouve dans l'embarras après avoir accordé une interview au magazine Time, dans laquelle il dit respecter Fidel Castro et admirer sa longévité : « Plusieurs ont essayé de le tuer ces 60 dernières années et ce fils de pute est toujours là. » Cette déclaration suscite la colère de l'importante communauté cubaine de la région de Miami. Guillén présente rapidement des excuses, en particulier aux deux descripteurs des matchs des Marlins originaires de Cuba et l'équipe de Miami émet un communiqué dénonçant Fidel Castro. Entretemps, un groupe cubano-américain prévoit une manifestation au Marlins Park et plusieurs responsables du comté de Miami-Dade demandent au propriétaire des Marlins Jeffrey Loria de congédier immédiatement Guillén. Dans le même article du Time, Guillén décrit aussi sa routine d'après-match en ces termes : « aller à l'hôtel, me saoûler, dormir » et dit avoir vécu de la sorte ces « 25 ou 28 dernières années. » Rentré à Miami le 10 avril, Guillén s'explique en conférence de presse et réitère ses excuses, insistant qu'il n'a jamais eu la moindre sympathie pour Castro. Des manifestants expriment leur désaccord devant le Marlins Park. Les Marlins refusent de congédier Guillén, tel qu'exigé par les manifestants, mais le suspendent pour cinq parties, lui qui n'a dirigé que cinq matchs de l'équipe jusque-là.

## Bilan de joueur
| Saison | Équipe     | Ligue      | G    | AB   | R   | H    | 2B  | 3B | HR | RBI | SB  | CS  | BB  | SO  | BA    | OBP   | SLG   |
| 1985   | CHW        | MLB        | 150  | 491  | 71  | 134  | 21  | 9  | 1  | 33  | 7   | 4   | 12  | 36  | 0,273 | 0,291 | 0,358 |
| 1986   | CHW        | MLB        | 159  | 547  | 58  | 137  | 19  | 4  | 2  | 47  | 8   | 4   | 12  | 52  | 0,250 | 0,265 | 0,311 |
| 1987   | CHW        | MLB        | 149  | 560  | 64  | 156  | 22  | 7  | 2  | 51  | 25  | 8   | 22  | 52  | 0,279 | 0,303 | 0,354 |
| 1988   | CHW        | MLB        | 156  | 566  | 58  | 148  | 16  | 7  | 0  | 39  | 25  | 13  | 25  | 40  | 0,261 | 0,294 | 0,314 |
| 1989   | CHW        | MLB        | 155  | 597  | 63  | 151  | 20  | 8  | 1  | 54  | 36  | 17  | 15  | 48  | 0,253 | 0,270 | 0,318 |
| 1990   | CHW        | MLB        | 160  | 516  | 61  | 144  | 21  | 4  | 1  | 58  | 13  | 17  | 26  | 37  | 0,279 | 0,312 | 0,341 |
| 1991   | CHW        | MLB        | 154  | 524  | 52  | 143  | 20  | 3  | 3  | 49  | 21  | 15  | 11  | 38  | 0,273 | 0,284 | 0,340 |
| 1992   | CHW        | MLB        | 12   | 40   | 5   | 8    | 4   | 0  | 0  | 7   | 1   | 0   | 1   | 5   | 0,200 | 0,214 | 0,300 |
| 1993   | CHW        | MLB        | 134  | 457  | 44  | 128  | 23  | 4  | 4  | 50  | 5   | 4   | 10  | 41  | 0,280 | 0,292 | 0,374 |
| 1994   | CHW        | MLB        | 100  | 365  | 46  | 105  | 9   | 5  | 1  | 39  | 5   | 4   | 14  | 35  | 0,288 | 0,311 | 0,348 |
| 1995   | CHW        | MLB        | 122  | 415  | 50  | 103  | 20  | 3  | 1  | 41  | 6   | 7   | 13  | 25  | 0,248 | 0,270 | 0,318 |
| 1996   | CHW        | MLB        | 150  | 499  | 62  | 131  | 24  | 8  | 4  | 45  | 6   | 5   | 10  | 27  | 0,263 | 0,273 | 0,367 |
| 1997   | CHW        | MLB        | 142  | 490  | 59  | 120  | 21  | 6  | 4  | 52  | 5   | 3   | 22  | 24  | 0,245 | 0,275 | 0,337 |
| 1998   | BAL        | MLB        | 12   | 16   | 2   | 1    | 0   | 0  | 0  | 0   | 0   | 1   | 1   | 2   | 0,063 | 0,118 | 0,063 |
| 1998   | ATL        | MLB        | 83   | 264  | 35  | 73   | 15  | 1  | 1  | 22  | 1   | 4   | 24  | 25  | 0,277 | 0,337 | 0,352 |
| 1999   | ATL        | MLB        | 92   | 232  | 21  | 56   | 16  | 0  | 1  | 20  | 4   | 2   | 15  | 17  | 0,241 | 0,284 | 0,323 |
| 2000   | TBD        | MLB        | 63   | 107  | 22  | 26   | 4   | 0  | 2  | 12  | 1   | 0   | 6   | 7   | 0,243 | 0,283 | 0,336 |
| Totaux | 16 saisons | 16 saisons | 1993 | 6686 | 773 | 1764 | 275 | 69 | 28 | 619 | 169 | 108 | 239 | 511 | 0,264 | 0,287 | 0,338 |

## Bilan de manager
(Mis à jour après la saison 2010)
| Équipe | Année  | Saison régulière | Saison régulière | Saison régulière | Saison régulière |  | Séries éliminatoires | Séries éliminatoires | Séries éliminatoires | Séries éliminatoires           |
| Équipe | Année  | Vic.             | Déf.             | % Vic.           | Place            |  | Vic.                 | Déf.                 | % Vic.               | Résultats                      |
| CHW    | 2004   | 83               | 79               | 0,512            | 2e AL Centrale   |  | -                    | -                    | -                    |                                |
| CHW    | 2005   | 99               | 63               | 0,611            | 1e AL Centrale   |  | 11                   | 1                    | 0,916                | Vainqueur de la Série mondiale |
| CHW    | 2006   | 90               | 72               | 0,555            | 3e AL Centrale   |  | -                    | -                    | -                    |                                |
| CHW    | 2007   | 72               | 90               | 0,444            | 4e AL Centrale   |  | -                    | -                    | -                    |                                |
| CHW    | 2008   | 89               | 74               | 0,546            | 1er AL Centrale  |  | 1                    | 3                    | 0,250                |                                |
| CHW    | 2009   | 79               | 83               | 0,488            | 3e AL Centrale   |  | -                    | -                    | -                    |                                |
| CHW    | 2010   | 88               | 74               | 0,543            | 2e AL Centrale   |  | -                    | -                    | -                    |                                |
| Totaux | Totaux | 600              | 535              | 0,529            |                  |  | 12                   | 4                    | 0,750                | 1 Série mondiale               |